# C3a receptor
C3a receptor (receptor 1 komplementne komponente 3a, C3AR1) je G protein-spregnuti receptor koji je deo sistema komplementa.
Ligandi ovog receptora su C3a i C4a.

## Literatura
1. ↑  Roglic A, Prossnitz ER, Cavanagh SL, Pan Z, Zou A, Ye RD (1996). „cDNA cloning of a novel G protein-coupled receptor with a large extracellular loop structure”. Biochim. Biophys. Acta. 1305 (1–2): 39—43. PMID 8605247.
2. ↑  Ali H, Panettieri RA (2005). „Anaphylatoxin C3a receptors in asthma”. Respir. Res. 6: 19. PMC 551592 . PMID 15723703. doi:10.1186/1465-9921-6-19.

## Dodatna literatura
- Sim RB, Laich A (2001). „Serine proteases of the complement system”. Biochem. Soc. Trans. 28 (5): 545—50. PMID 11044372.
- Maruyama K, Sugano S (1994). „Oligo-capping: a simple method to replace the cap structure of eukaryotic mRNAs with oligoribonucleotides”. Gene. 138 (1–2): 171—4. PMID 8125298. doi:10.1016/0378-1119(94)90802-8.
- Roglic A; Prossnitz ER; Cavanagh SL;  . (1996). „cDNA cloning of a novel G protein-coupled receptor with a large extracellular loop structure”. Biochim. Biophys. Acta. 1305 (1–2): 39—43. PMID 8605247.
- Ames RS; Li Y; Sarau HM;  . (1996). „Molecular cloning and characterization of the human anaphylatoxin C3a receptor”. J. Biol. Chem. 271 (34): 20231—4. PMID 8702752. doi:10.1074/jbc.271.34.20231.
- Crass T; Raffetseder U; Martin U;  . (1996). „Expression cloning of the human C3a anaphylatoxin receptor (C3aR) from differentiated U-937 cells”. Eur. J. Immunol. 26 (8): 1944—50. PMID 8765043. doi:10.1002/eji.1830260840.
- Ames RS, Nuthulaganti P, Kumar C (1996). „In Xenopus oocytes the human C3a and C5a receptors elicit a promiscuous response to the anaphylatoxins”. FEBS Lett. 395 (2–3): 157—9. PMID 8898085. doi:10.1016/0014-5793(96)01018-6.
- Martin U; Bock D; Arseniev L;  . (1997). „The human C3a receptor is expressed on neutrophils and monocytes, but not on B or T lymphocytes”. J. Exp. Med. 186 (2): 199—207. PMC 2198980 . PMID 9221749. doi:10.1084/jem.186.2.199.
- Suzuki Y; Yoshitomo-Nakagawa K; Maruyama K;  . (1997). „Construction and characterization of a full length-enriched and a 5'-end-enriched cDNA library”. Gene. 200 (1–2): 149—56. PMID 9373149. doi:10.1016/S0378-1119(97)00411-3.
- Hollmann TJ; Haviland DL; Kildsgaard J;  . (1998). „Cloning, expression, sequence determination, and chromosome localization of the mouse complement C3a anaphylatoxin receptor gene”. Mol. Immunol. 35 (3): 137—48. PMID 9694514. doi:10.1016/S0161-5890(98)00021-2.
- Lienenklaus S; Ames RS; Tornetta MA;  . (1998). „Human anaphylatoxin C4a is a potent agonist of the guinea pig but not the human C3a receptor”. J. Immunol. 161 (5): 2089—93. PMID 9725198.
- Davoust N; Jones J; Stahel PF;  . (1999). „Receptor for the C3a anaphylatoxin is expressed by neurons and glial cells”. Glia. 26 (3): 201—11. PMID 10340761. doi:10.1002/(SICI)1098-1136(199905)26:3<201::AID-GLIA2>3.0.CO;2-M.
- Settmacher B; Bock D; Saad H;  . (1999). „Modulation of C3a activity: internalization of the human C3a receptor and its inhibition by C5a”. J. Immunol. 162 (12): 7409—16. PMID 10358194.
- Feild JA; Foley JJ; Testa TT;  . (1999). „Cloning and characterization of a rabbit ortholog of human Galpha16 and mouse G(alpha)15”. FEBS Lett. 460 (1): 53—6. PMID 10571060. doi:10.1016/S0014-5793(99)01317-4.
- Petering H; Köhl J; Weyergraf A;  . (2000). „Characterization of synthetic C3a analog peptides on human eosinophils in comparison to the native complement component C3a”. J. Immunol. 164 (7): 3783—9. PMID 10725738.
- Drouin SM; Kildsgaard J; Haviland J;  . (2001). „Expression of the complement anaphylatoxin C3a and C5a receptors on bronchial epithelial and smooth muscle cells in models of sepsis and asthma”. J. Immunol. 166 (3): 2025—32. PMID 11160252.
- Ames RS; Lee D; Foley JJ;  . (2001). „Identification of a selective nonpeptide antagonist of the anaphylatoxin C3a receptor that demonstrates antiinflammatory activity in animal models”. J. Immunol. 166 (10): 6341—8. PMID 11342658.
- Kirchhoff K; Weinmann O; Zwirner J;  . (2001). „Detection of anaphylatoxin receptors on CD83+ dendritic cells derived from human skin”. Immunology. 103 (2): 210—7. PMC 1783227 . PMID 11412308. doi:10.1046/j.1365-2567.2001.01197.x.
- Strausberg RL; Feingold EA; Grouse LH;  . (2003). „Generation and initial analysis of more than 15,000 full-length human and mouse cDNA sequences”. Proc. Natl. Acad. Sci. U.S.A. 99 (26): 16899—903. PMC 139241 . PMID 12477932. doi:10.1073/pnas.242603899.
- Reca R; Mastellos D; Majka M;  . (2003). „Functional receptor for C3a anaphylatoxin is expressed by normal hematopoietic stem/progenitor cells, and C3a enhances their homing-related responses to SDF-1”. Blood. 101 (10): 3784—93. PMID 12511407. doi:10.1182/blood-2002-10-3233.

## Spoljašnje veze
- „Anaphylatoxin Receptors: C3a”. IUPHAR Database of Receptors and Ion Channels. International Union of Basic and Clinical Pharmacology. Архивирано из оригинала 03. 03. 2016. г.
- C3AR1+protein,+human на 